# Punish
Punish ist eine Schweizer Technical-Death-Metal-Band aus Winterthur, die im Jahr 1996 gegründet wurde. Die Gruppe spielte bereits zusammen mit anderen Bands wie Artillery, Atheist, Belphegor, Cannibal Corpse, Destruction, Exhumed, Hour of Penance und Illdisposed.

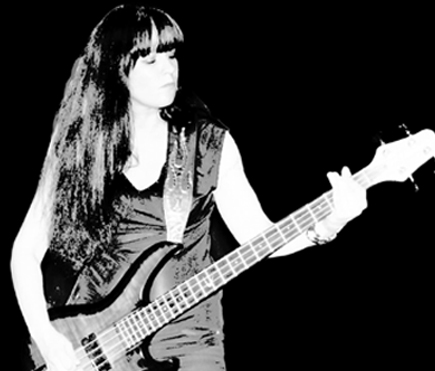
Monika Hagmann

## Geschichte
Die Band wurde im Jahr 1996 von Gitarrist Ralph Huber, Bassist Reto Hardmeier und Gitarrist André Mathieu gegründet. Im Jahr 1998 komplettierten Schlagzeuger Reto Crola und Sänger Chris Block die Besetzung. Zusammen entwickelten sie die ersten Lieder, woraus im Jahr 2000 ihr selbstbetiteltes Debütalbum resultierte. Im Jahr 2001 kam Bassist Mirko Siegwart als neuer Bassist zur Besetzung. Das Demo Three Songs of Mental Disorder folgte im Jahr 2004 in Eigenveröffentlichung, dem 2005 die EP Four Songs in Morbid Lust folgte. Im Jahr 2005 kam Reto Hardmeier wieder als Bassist zur Band und nachdem Sänger Chris Block die Band im Jahr 2006 verlassen hatte, übernahm Hardmeier zusammen mit Mathieu zusätzlich noch den Posten des Sängers. Im selben Jahr tourte die Band zwei Wochen durch Europa zusammen mit Helheim. Das zweite Album der Band erschien im Jahr 2007 unter dem Namen Dawn of the Martyr über Quam Libet Records. 2008 folgte eine weitere Europatour zusammen mit der US-amerikanischen Band Nocturnus. Ihr drittes Album veröffentlichte die Band im Jahr 2009 Raptus über Stonepath Records. 2012 übernahm André Mathieu die gesamten Gesangsparts. Somit kehrten Punish dem Zwei-Gesangskonzept wieder den Rücken und kehrten zurück zu nur einem Sänger. 2013 veröffentlichten Punish ihr viertes Album Sublunar Chaos, dieses Mal über Apostasy Records. Im selben Jahr stiess Monika Hagmann als neue Bassistin zur Band.

## Stil
Die Band spielt technisch anspruchsvollen Death Metal, wobei die Gitarrenarbeit teilweise an die von Death erinnert.

## Diskografie
- 2000: Punish (Album, Eigenveröffentlichung)
- 2004: Three Songs of Mental Disorder (Demo, Eigenveröffentlichung)
- 2005: Four Songs In Morbid Lust (EP, Eigenveröffentlichung)
- 2007: Dawn of the Martyr (Album, Quam Libet Records)
- 2009: Raptus (Album, Stonepath Records)
- 2013: Sublunar Chaos (Album, Apostasy Records)
- 2016: Panik